# Not the Same (песня Шелдона Райли)
Not the Same (с англ. — «Не такой, как все») — песня австралийского певца Шелдона Райли, выпущенная 15 февраля 2022 года. Она представляла Австралию на «Евровидении», проходившем в Турине, Италия. Композиция была написана Райли Шелдоном в соавторстве с Кэмероном Нэксоном и Тими Темплом, продюсером композиции выступил Нэксон. Тематически песня посвящена «дискриминации и изоляции», рассматривает проблемы людей с аутизмом.
После победы в отборе Eurovision — Australia Decides, сингл дебютировал в австралийском чарте Independent Label Singles на третьем месте.

## История песни
Певец написал текст песни в конце 2015 года о своём взрослении, и о том, что в шесть лет поставили диагноз «Синдром Аспергера», вырос в социальном жилье, не подозревая о своей сексуальности, в глубоко религиозной семье". В интервью для OutInPerth Шелдон рассказал, что «Not The Same» — это история, которую он не думал, что сможет рассказать. Написана по воспоминаниям ребёнка, которому в 6 лет поставили диагноз «синдром Аспергера». Мальчик рос в социальном жилье, переезжал из дома в дом, не подозревая о своей сексуальной ориентации, в глубоко религиозной семье. Уже проложен путь, по которому не сможет понять или взаимодействовать с другими людьми. Шелдон написал песню в конце 2015 года, написав слова на свой старый аккаунт в Facebook. Это было больше похоже на стихотворение, отражающее, как далеко артист продвинулся, недавно признавшись своей семье и чувствовал себя свободно, что высказывал свое мнение все больше с каждым днем. Певец связывал себя с мрачными анимациями Диснея, персонажами, которые воспринимались как злые, непонятые, им не давали шанса объяснить ту часть в себе, которую они не смогли изменить. Малефисента, Круэлла Девиль, Урсула. Вероятно, это объясняет мою мрачную эстетику. Песня — настоящий подарок любому, кто мог оказаться на месте певца, когда впервые влюбился в Евровидение. Независимо от пола, сексуальной ориентации, расы, финансового положения, травмы, цвета кожи, возраста, фигуры или размера. Ты «Не такой, как все», но ты не один".

## Критика
Каллум Роу из Spark Sunderland написал, что песня «дает Австралии право гордиться своим участием на Евровидении». Также Каллум сказал, что «Уязвимость вокала Райли очевидна с нулевой секунды трека». Он так же отметил, что ему приятно слышать, как кто-то раскрывает свой талант таким грубым и эмоциональным образом. «Угрюмое фортепиано ведет песню от начала до конца на громкости достаточно высоко, чтобы наслаждаться, и достаточно низко, чтобы не поглотить Райли. Струны, которые появляются в бридже, используются аналогичным образом. Последние 30 секунд трека разделены на две части, что кажется ошибкой. Первые 15 секунд раскрывают голос Райли в самом обнаженном виде, последние 15 секунд — инструменталом, который заглушает песню в попытке превзойти естественное крещендо, которое было в середине бриджа. „Not the Same“ действительно прекрасная композиция. Приведите в порядок неестественный финал, и он что-нибудь придумает».
Майкл Джеймс из QNews считает, что «Глубокий, богатый и мощный вокал — это отличительная черта этого трека. Эмоциональная и мощная история Шелдона равна силе его голоса. Каждый момент песни увлекает слушателя в путешествие, как песня. достигает своего апогея. Богатый характером, стилем и историей „Not the Same“ — идеальный трек для Евровидения».

## Евровидение

### Eurovision — Australia Decides 2022
26 ноября 2021 года стало известно, что Шелдон Райли примет участие в отборе на Евровидение. Песня была представлена на отборе Eurovision — Australia Decides, который выбирает представителя Австралии на «Евровидение», транслируемый Специальной службой вещания (SBS) во время финала, который проходил 26 февраля 2022 года. «Not the Same» заняла второе место как по голосованию жюри, так и по телезрителям, но выиграла по общей сумме баллов.

### Турин
Конкурс песни «Евровидение-2022» прошёл в PalaOlimpico в Турине, Италия, и состоял из двух полуфиналов, которые состоялись 10 и 12 мая, и финала 14 мая 2022 года. Согласно правилам конкурса, все страны-участницы, за исключением принимающей страны и «Большой пятерки», состоящей из Франции, Германии, Италии, Испании и Великобритания, должны участвовать в двух полуфиналах. Чтобы побороться за выход в финал, десять лучших стран из каждого полуфинала проходят в финал. Австралия участвовала в первой половине второго полуфинала. Шелдон Райли выступил под 8-м номером во втором полуфинале. По итогам полуфинала, Австралия заняла 2-е место с 243 баллами, прошла в финал. В финале Австралия выступала под 21-м номером. По результатам голосования «Not the Same» заняла 15-е место, набрав 125 баллов.

## Список композиций
| №  | Название       | Длительность |
| -- | -------------- | ------------ |
| 1. | «Not the Same» | 2:58         |

## Позиции в чартах
| Чарт (2022)                | Высшая позиция |
| -------------------------- | -------------- |
| Австралия (ARIA)           | 23             |
| Австралия (AIR)            | 3              |
| Литва (AGATA)              | 47             |
| Швеция (Sverigetopplistan) | 19             |

## История релиза
| Страна | Дата            | Формат               | Лейбл       |
| ------ | --------------- | -------------------- | ----------- |
| Мир    | 15 февраля 2022 | Цифровая дистрибуция | Самоиздание |